# Rohrdorf (Bajorország)
Rohrdorf település Németországban, azon belül Bajorországban. Lakosainak száma 5986 fő (2023. december 31.). Rohrdorf Rosenheim, Samerberg, Neubeuern, Riedering, Raubling, Frasdorf és Stephanskirchen községekkel határos.

## Népesség
A település népessége az elmúlt években az alábbi módon változott:
| Lakosok száma | 637  | 1912 | 3227 | 4266 | 5487 | 5592 | 5770 | 5780 | 5938 | 5986 |
|               | 1875 | 1950 | 1975 | 1987 | 2012 | 2014 | 2016 | 2017 | 2021 | 2023 |